# HSV Hubertus Kolberg
HSV Hubertus Kolberg was een Duitse voetbalclub uit de Pommerse stad Kolberg, dat tegenwoordig het Poolse Kołobrzeg is.

## Geschiedenis
De club werd opgericht als MSV Hubertus Kolberg, maar wanneer precies is niet meer bekend. De club was aangesloten bij de Baltische voetbalbond en speelde in de competitie van Kolberg-Köslin. De club moest SV Preußen Köslin vaak laten voorgaan, maar in 1933 werd de club kampioen en plaatste zich zo voor de Grensmarkse eindronde. Hubertus werd ingedeeld in een groep met BuEV Danzig en Sturm 1919 Lauenburg en werd tweede achter Danzig met één punt achterstand.
Na de invoering van de Gauliga in 1933 ging de club in de Gauliga Pommern (groep Oost) spelen onder de naam HSV Hubertus Kolberg. De club werd twee keer tweede achter SV Viktoria 09 Stolp. In 1936/37 werd de club vijfde, wat normaal volstond voor het behoud, maar de twee reeksen werden samen gevoegd en Hubertus moest een eindronde spelen met andere eerste- en tweedeklassers. In een groep met vijf clubs werd Hubertus vierde, met twee punten voorsprong op stadsrivaal SV 1910 Kolberg en de club degradeerde.
In 1941 slaagde de club er terug in te promoveren. Na twee seizoenen in de middenmoot werd het team in Kolberg ontbonden en de club verhuisde naar Groß Born en nam de naam HSV Groß Born aan.

## Erelijst
Kampioen Kolberg-Köslin
1933